# Dimos Metamorfosi
Dimos Metamorfosi (Metamorfosi) är en kommun i Grekland.   Den ligger i prefekturen Nomarchía Athínas och regionen Attika, i den sydöstra delen av landet, 10 km norr om huvudstaden Aten. Antalet invånare är 29 891.